# Lekkoatletyka na Letnich Igrzyskach Olimpijskich 2020 – bieg na 400 m kobiet
Bieg na 400 metrów kobiet był jedną z konkurencji lekkoatletycznych rozgrywanych podczas igrzysk olimpijskich w Tokio.
Wystartowało 45 zawodniczek z 34 krajów.

## Terminarz
Godziny rozpoczęcia podane są w czasie tokijskim.
| Data                    | Godzina |           |
| ----------------------- | ------- | --------- |
| Wtorek, 3 sierpnia 2021 | 09:00   | Runda 1   |
| Środa, 4 sierpnia 2021  | 18:30   | Półfinały |
| Piątek, 6 sierpnia 2021 | 19:50   | Finał     |

## Rekordy
|                   | Zawodnik         | Wynik   | Miejsce  | Data                |
| ----------------- | ---------------- | ------- | -------- | ------------------- |
| Rekord świata     | Marita Koch      | 47,60 s | Canberra | 6 października 1985 |
| Rekord olimpijski | Marie-José Pérec | 48,25   | Atlanta  | 29 lipca 1996       |

## Runda 1
Rozegrano 6 biegów eliminacyjnych. Do półfinału awansowały 3 pierwsze zawodniczki z każdego biegu oraz 6 z najlepszymi czasami.

### Bieg 1
| Poz. | Zawodniczka         | Reprezentacja | Czas  | Uwagi |
| ---- | ------------------- | ------------- | ----- | ----- |
| 1.   | Shaunae Miller-Uibo | Bahamy        | 50,50 | Q     |
| 2.   | Roxana Gómez        | Kuba          | 50,76 | Q =   |
| 3.   | Sada Williams       | Barbados      | 51,36 | Q     |
| 4.   | Aliyah Abrams       | Gujana        | 51,44 | q     |
| 5.   | Kyra Constantine    | Kanada        | 51,69 | q     |
| 6.   | Anita Horvat        | Słowenia      | 52,34 |       |
| 7.   | Patience George     | Nigeria       | 52,41 |       |

### Bieg 2
| Poz. | Zawodniczka      | Reprezentacja     | Czas  | Uwagi |
| ---- | ---------------- | ----------------- | ----- | ----- |
| 1.   | Jodie Williams   | Wielka Brytania   | 50,99 | Q     |
| 2.   | Quanera Hayes    | Stany Zjednoczone | 51,07 | Q     |
| 3.   | Cátia Azevedo    | Portugalia        | 51,26 | Q     |
| 4.   | Lisanne de Witte | Holandia          | 51,68 | q     |
| 5.   | Bendere Oboya    | Australia         | 52,37 |       |
| -    | Amantle Montsho  | Botswana          | DNF   |       |
| -    | Meleni Rodney    | Grenada           | DNF   |       |
| -    | Aliya Boshnak    | Jordania          | DSQ   |       |

### Bieg 3
| Poz. | Zawodniczka       | Reprezentacja     | Czas  | Uwagi |
| ---- | ----------------- | ----------------- | ----- | ----- |
| 1.   | Allyson Felix     | Stany Zjednoczone | 50,84 | Q     |
| 2.   | Roneisha McGregor | Jamajka           | 51,14 | Q     |
| 3.   | Lada Vondrová     | Czechy            | 51,14 | Q     |
| 4.   | Ama Pipi          | Wielka Brytania   | 51,17 | q     |
| 5.   | Tiffani Marinho   | Brazylia          | 52,11 |       |
| 6.   | Leni Shida        | Uganda            | 52,48 |       |
| 7.   | Samantha Dirks    | Belize            | 54,16 | SB    |
| 8.   | Tetiana Melnyk    | Ukraina           | 54,99 |       |

### Bieg 4
| Poz. | Zawodniczka       | Reprezentacja   | Czas  | Uwagi |
| ---- | ----------------- | --------------- | ----- | ----- |
| 1.   | Candice McLeod    | Jamajka         | 51,09 | Q     |
| 2.   | Amandine Brossier | Francja         | 51,65 | Q     |
| 3.   | Susanne Walli     | Austria         | 52,19 | Q     |
| 4.   | Corinna Schwab    | Niemcy          | 52,29 |       |
| 5.   | Irini Wasiliu     | Grecja          | 53,16 |       |
| 6.   | Galefele Moroko   | Botswana        | 55,89 | SB    |
| -    | Nicole Yeargin    | Wielka Brytania | DSQ   |       |
| -    | Cynthia Bolingo   | Belgia          | DNS   |       |

### Bieg 5
| Poz. | Zawodniczka             | Reprezentacja | Czas  | Uwagi |
| ---- | ----------------------- | ------------- | ----- | ----- |
| 1.   | Stephenie Ann McPherson | Jamajka       | 50,89 | Q     |
| 2.   | Natalia Kaczmarek       | Polska        | 51,06 | Q     |
| 3.   | Paola Morán             | Meksyk        | 51,18 | Q     |
| 4.   | Phil Healy              | Irlandia      | 51,98 |       |
| 5.   | Hellen Syombua          | Kenia         | 52,70 |       |
| 6.   | Agnė Šerkšnienė         | Litwa         | 52,78 |       |
| 7.   | Natassha McDonald       | Kanada        | 53,54 |       |

### Bieg 6
| Poz. | Zawodniczka           | Reprezentacja     | Czas  | Uwagi |
| ---- | --------------------- | ----------------- | ----- | ----- |
| 1.   | Marileidy Paulino     | Dominikana        | 50,06 | Q     |
| 2.   | Wadeline Jonathas     | Stany Zjednoczone | 50,93 | Q     |
| 3.   | Lieke Klaver          | Holandia          | 51,37 | Q     |
| 4.   | Aauri Lorena Bokesa   | Hiszpania         | 51,89 | q     |
| 5.   | Eleni Artimata        | Cypr              | 51,91 | q     |
| 6.   | Barbora Malíková      | Czechy            | 52,83 |       |
| 7.   | Shalysa Wray          | Kajmany           | 53,61 |       |
| 8.   | Christine Botlogetswe | Botswana          | 53,99 | SB    |

## Półfinały
Do finału awansowały dwie pierwsze zawodniczki z każdego biegu oraz dwie z najlepszymi czasami.

### Bieg 1
| Poz. | Zawodniczka       | Reprezentacja     | Czas  | Uwagi |
| ---- | ----------------- | ----------------- | ----- | ----- |
| 1.   | Marileidy Paulino | Dominikana        | 49,38 | Q     |
| 2.   | Candice McLeod    | Jamajka           | 49,51 | Q     |
| 3.   | Roxana Gómez      | Kuba              | 49,71 | q     |
| 4.   | Quanera Hayes     | Stany Zjednoczone | 49,81 | q     |
| 5.   | Eleni Artimata    | Cypr              | 50,80 | NR    |
| 6.   | Susanne Walli     | Austria           | 51,52 | PB    |
| 7.   | Ama Pipi          | Wielka Brytania   | 51,59 |       |
| 8.   | Lada Vondrová     | Czechy            | 51,62 |       |

### Bieg 2
| Poz. | Zawodniczka         | Reprezentacja     | Czas  | Uwagi |
| ---- | ------------------- | ----------------- | ----- | ----- |
| 1.   | Shaunae Miller-Uibo | Bahamy            | 49,60 | Q     |
| 2.   | Jodie Williams      | Wielka Brytania   | 49,97 | Q     |
| 3.   | Roneisha McGregor   | Jamajka           | 50,34 |       |
| 4.   | Wadeline Jonathas   | Stany Zjednoczone | 50,51 |       |
| 5.   | Paola Morán         | Meksyk            | 51,06 | SB    |
| 6.   | Lieke Klaver        | Holandia          | 51,37 |       |
| 7.   | Aliyah Abrams       | Gujana            | 51,46 |       |
| 8.   | Aauri Lorena Bokesa | Hiszpania         | 51,57 | PB    |

### Bieg 3
| Poz. | Zawodniczka             | Reprezentacja     | Czas  | Uwagi |
| ---- | ----------------------- | ----------------- | ----- | ----- |
| 1.   | Stephenie Ann McPherson | Jamajka           | 49,34 | Q     |
| 2.   | Allyson Felix           | Stany Zjednoczone | 49,89 | Q     |
| 3.   | Sada Williams           | Barbados          | 50,11 | NR    |
| 4.   | Natalia Kaczmarek       | Polska            | 50,79 |       |
| 5.   | Kyra Constantine        | Kanada            | 51,22 |       |
| 6.   | Amandine Brossier       | Francja           | 51,30 |       |
| 7.   | Cátia Azevedo           | Portugalia        | 51,32 |       |
| 8.   | Lisanne de Witte        | Holandia          | 52,09 |       |

## Finał
| Poz. | Zawodniczka             | Reprezentacja     | Czas  | Uwagi |
| ---- | ----------------------- | ----------------- | ----- | ----- |
| 1.   | Shaunae Miller-Uibo     | Bahamy            | 48,36 | AM    |
| 2.   | Marileidy Paulino       | Dominikana        | 49,20 | NR    |
| 3.   | Allyson Felix           | Stany Zjednoczone | 49,46 | SB    |
| 4.   | Stephenie Ann McPherson | Jamajka           | 49,61 |       |
| 5.   | Candice McLeod          | Jamajka           | 49,87 |       |
| 6.   | Jodie Williams          | Wielka Brytania   | 49,97 | =     |
| 7.   | Quanera Hayes           | Stany Zjednoczone | 50,88 |       |
| -    | Roxana Gómez            | Kuba              | DNF   |       |